# Kobylnica (voivodato de Mazovia)
Kobylnica es un pueblo de Polonia situado en Mazovia. Según el censo de 2011, tiene una población de 253 habitantes.
Está ubicado en el distrito (gmina) de Maciejowice, perteneciente al condado (powiat) de Garwolin.
Se encuentra aproximadamente a 5 km al sur de Maciejowice, a 28 km al sur de Garwolin y a 74 km al sureste de Varsovia.
Entre 1975 y 1998 perteneció al voivodato de Siedlce.